# Архиепархия Хомса
Архиепархия Хомса (лат. Archieparchia Hemesena Graecorum Melkitarum-Epiphaniensis-Iabrudensis) — архиепархия Мелькитской католической церкви с центром в городе Хомс, Сирия. Кафедральным собором архиепархии Хомса является церковь Пресвятой Девы Марии в городе Хомс. В городе Ябруд находится сокафедральный храм святых Константина и Елены. Численность верующих архиепархии составляет около 30.000 человек.

## История
Епархия Акки была создана на основе трёх православных епархий Хомса, Ябрида и Хама. В 1724 году эти три епархии перешли в Мелькитскую католическую церковь. 14 марта 1849 года патриарх Максим III Мазлум объединил епархии Хомса, Ябрида и Хама в одну архиепархию Хомса.

## Епископы архиепархии
- епископ Игнатий (упоминается в 1759);
- епископ Иеремия (упоминается 1790);
- архиепископ Григорий Ата (20.02.1849 — 3.12.1899);
- архиепископ Флавиан Кфури (21.11.1901 — 1920);
- архиепископ Василий Хури (20.11.1920 — 25.10.1938);
- архиепископ Атанасиос Тутунги (1.10.1938 — 5.12.1961) — выбран архиепископом Алеппо;
- архиепископ Иоанн Бассул (5.12.1961 — 21.08.1971) — выбран архиепископом Захле и Фурзола;
- архиепископ Денис Гайт (21.08.1971 — 22.03.1986);
- архиепископ Абрахам Нехме (20.08.1986 — 20.06.2005);
- архиепископ Исидор Биттика B.A.[1] (9.02.2006 — 6.09.2010);
- архиепископ Иоанн-Абдо Арбах B.C. (23.06.2012 — по настоящее время).

## Источник
- Annuario Pontificio, Libreria Editrice Vaticana, Città del Vaticano, 2003, ISBN 88-209-7422-3